# Phim trường Vô Tích
Phim trường Vô Tích là phim trường quy mô lớn của Đài truyền hình Trung ương Bắc Kinh xây dựng tại thành phố Vô Tích, tỉnh Giang Tô trên phạm vi rộng lớn của Thái Hồ. Đây là phim trường dùng để quay ngoại cảnh cho các bộ phim truyền hình nhiều tập. Phim trường dùng để quay phim cũng là địa điểm tham quan du lịch hấp dẫn mỗi năm thu hút khoảng 3 triệu du khách của thành phố Vô Tích.

## Miêu tả
Do nằm vị trí vô cùng thuận lợi do thiên nhiên ưu đãi về phong cảnh tuyệt đẹp, Đài truyền hình Trung ương Bắc Kinh đã cho xây dựng hòa vào khung cảnh ấy là những phố xá, thành trì, cung điện, nhà dân, chùa chiền theo kiểu các triều đại Hán, Đường, Tống...
Phim trường như là một bức tranh tổng thể miêu tả cuộc sống của các triều đại Trung Hoa. Được khởi công từ năm 1987, phim trường chia thành nhiều khu vực, như đời Hán có cung điện Ngô Vương, Hán đỉnh, Tào doanh, Thủy trại...Đời Đường có Ngự hoa viên, Thẩm Hương đình, hồ Thanh Hoa... Đời Tống có Hoàng cung, chùa Đại tướng quốc, thủy trại Lương Sơn Bạc...Ngoài ra còn có các công trình kiến trúc theo mẫu hai triều Minh, Thanh; Tứ hợp viện Bắc Kinh, phố cổ Thượng Hải...tất cả được dựng giống như thật trong phim trường. Để hỗ trợ việc quay các bộ phim Đường Minh Hoàng, Tam quốc diễn nghĩa và Thủy hử, vào các năm 1991, 1994 và 1996 CCTV tiếp tục bỏ thêm kinh phí xây dựng các khu: Đường thành, Tam quốc thành và Thủy hử thành. 
Ngoài các cảnh trí là phần ngoại cảnh cho bộ phim, phim trường còn tái hiện lại các cảnh sinh hoạt của người dân xưa khiến cho bộ phim như thật.
Nơi đây được chọn làm bối cảnh để quay phần lớn các cảnh quay ngoại cảnh của rất nhiều bộ phim ăn khách. Chính lợi thế về cành quan cùng với các bức tường rêu phong cùng với các công trình liên tục được xây mới khiến cho phim trường lúc nào cũng có nhiều đoàn làm phim tới để quay và dựng phim.

## Các công trình phụ
- Mai viên: Tọa lạc ở Đông Sơn và Hoằng Sơn phía Tây ngoại thành phố Vô Tích, là khu vực trồng Mai nổi tiếng với hơn 5.000 gốc mai giống quý, đủ loại.
- Đường thành: Xây dựng ở thôn Đại Phù, cách thành phố Vô Tích 13 km, trên vùng đất rộng 11ha, tái hiện cảnh sắc xã hội phồn hoa đời Đường.
- Tam quốc thành: Cách Đường thành 3 km, với các cảnh quang đã xuất hiện trong bộ phim Tam quốc diễn nghĩa.
- Thủy hử thành: Gồm 4 khu vực Bắc thành, Châu huyện, Lương Sơn, vùng Sông nước. Trong thành có phủ Thái sư Sái Kinh, dinh thự của Cao Cầu, Sư tử lầu, Khoái Lạc Lâm, tiệm thuốc của Tây Môn Khánh...

### Các khu chuyên đề
- Công viên Tích Huệ
- Công viên Kỳ Sương
- Thiên hạ đệ nhị tuyền
- Khu thắng cảnh Linh Sơn
- Động Thiên Quyển
- Động Trương Công.

## Các bộ phim đã quay tại phim trường
- Tam quốc diễn nghĩa
- Thủy hử
- Đường Minh Hoàng
- Dương Quý Phi
- Tiếu ngạo giang hồ
- Địch Nhân Kiệt
- Lục chỉ cầm ma
- Anh hùng xạ điêu
- Tình sử Đại Đường
- Mỹ Nhân Tâm Kế
- Mộng Hoa Lục

## Tham quan
Phim trường hàng năm đón 3 triệu du khách tham quan. Phim trường là cơ hội tốt để du khách tham quan việc chế tác phim, dựng phim mà du khách còn cơ hội nhìn cận cảnh các diễn viên mình tham gia đóng phim.